# Mark Roseman
Mark Roseman (* 1958 in London) ist ein britischer Historiker.
Er ist Professor für Neuere Geschichte und lehrte an der Universität von Southampton. Roseman lehrt heute an der Indiana University in Bloomington/USA.

## Leben
Mark Roseman studierte zunächst von 1976 bis 1979 Geschichte am Christ’s College (Cambridge), wo er mit dem Bachelor of Arts abschloss. Anschließend setzte er von 1980 bis 1988 seine Studien an der University of Warwick fort und wurde dort mit einer Dissertation über den Wiederaufbau des Bergbaus im Ruhrgebiet nach dem Zweiten Weltkrieg zum Ph.D. promoviert.
Roseman lehrte zunächst als Lecturer für Deutsche Geschichte an der Aston University (1984–1989) und danach als Lecturer (1989–1994) und Senior Lecturer (1994–2000) für Neuere Geschichte an der Keele University. Von 2000 bis 2003 war er Professor für Neuere Geschichte an der University of Southampton. Seit 2004 lehrt er Geschichte an der Indiana University Bloomington (Pat M Glazer Chair of Jewish Studies). 2018 wurde er dort zum Distinguished Professor ernannt.
Als Publizist und Wissenschaftler arbeitet Roseman seit Jahren im Bereich der Quellenforschung und analysiert den Stand der historischen Forschung zu Holocaust und NS-Bürokratie, wie unter anderem in seiner Publikation zur Wannsee-Konferenz. Die bundesdeutsche und europäische Geschichte nach 1945 ist ein weiteres Spezialgebiet Rosemans.

## Marianne Strauß-Ellenbogen
2000 veröffentlichte er ein Buch über Marianne Strauß-Ellenbogen, eine deutsche Jüdin aus Essen, die zwischen 1943 und 1945 in Deutschland vom Essener Bund – Gemeinschaft für sozialistisches Leben versteckt wurde und durch diese Judenhelfer überlebte. 2002 erschien das Buch in deutscher Übersetzung. Für dieses Werk erhielt er etliche Preise.
- 2000: Fraenkel Prize in Contemporary History, Category A der Wiener Library
- 2001: Wingate Literary Prize der Zeitschrift Jewish Quarterly
- 2002: Mark Lynton History Prize  der  Nieman Foundation for Journalism und der Columbia University Graduate School of Journalism.
- 24. November 2003: Geschwister-Scholl-Preis vom Landesverband Bayern e. V. im Börsenverein des Deutschen Buchhandels und der Stadt München

## Veröffentlichungen (Auswahl)
- The Past in Hiding. Memory and Survival in Nazi Germany, London 2000, ISBN 978-0-7139-9374-5
  - In einem unbewachten Augenblick. Eine Frau überlebt im Untergrund. Aufbau Verlag, Berlin 2002, ISBN 978-3-351-02531-1
- Gerettete Geschichte: Der Bund, Gemeinschaft für sozialistisches Leben im Dritten Reich. In: „Mittelweg 36“, Zeitschrift des Hamburger Instituts für Sozialforschung, Jg. 16, Heft 1 (2007), S. 100–121
- Ein Mensch in Bewegung. Dore Jacobs, 1894–1979, in:  „Essener  Beiträge. Beiträge zur Geschichte von Stadt und Stift Essen“, Nr. 114, Essen 2002, S. 73–109
- The villa, the lake, the meeting. Wannsee and the Final Solution, London 2002,
  - Die Wannsee-Konferenz. Wie die NS-Bürokratie den Holocaust organisierte, Berlin 2002
- Lives Reclaimed - A Story of Rescue and Resistance in Nazi Germany
  - »Du bist nicht ganz verlassen« : Eine Geschichte von Rettung und Widerstand im Nationalsozialismus. Übersetzung Stephan Pauli. München : Deutsche Verlags-Anstalt, 2020[2]